# 爱雨满森林
《爱雨满森林》（英語：Castle in the Time），中国偶像剧。本剧改编自皎皎的小说《时光之城》，由张哲瀚、朴敏英领衔主演。於2016年6月6日在深圳開機，2023年12月27日在日本LaLa TV播出。2024年台灣OTT由LiTV 線上影視全劇上架。

## 剧情
乐观坚韧的许真为了让母亲和病重的父亲重修旧好，前往母亲任职导演的盖亚影视应聘，却无意撞见了归国大明星顾持钧再次被前女友拒绝的一幕。视面子如生命的顾持钧不想自己丢脸的事情被曝光，千方百计制造困难想将许真赶走，许真却不肯轻言放弃，一一化解，终于赢得顾持钧的欣赏留在盖亚担任他的助理，也打动了母亲，换来了一家人最后的团聚。但在此过程中，却阴差阳错撞见盖亚影视总裁林晋阳的一桩阴谋，身边也开始出现重重危机。最终，在顾持钧和盖亚影视二公子林晋修的帮助下，许真揭穿了林晋阳的真面目，林晋阳俯首认罪。而许真和顾持钧也在这一连串的经历中明白了自己真正的感情，在电影盛大的颁奖典礼上，顾持钧向许真求婚，一对有情人历经重重考验，终成眷属。

## 演员列表

### 主要演员
| 演员   | 角色   | 介绍 | 备注 |
| 張哲瀚 | 顧持钧 | 26岁的男明星，万千瞩目下从好莱坞回国发展。性格霸道高冷，自恋，不按常理出牌。和许真是一对欢喜冤家。顾持钧在爱情上一旦认定就会勇往直前，为保护所爱之人倾其所有，不计较付出更不在乎自己的巨星身份。当许真在意“小助理”和“大明星”的差距时，他摒除一切主动靠近。当许真遭遇危机时，他不顾安危牺牲自己去守护。 |      |
| 朴敏英 | 许真   | 22岁的古生物学专业大四学生，母亲是导演梁婉汀，父亲是古生物学家许正尧。看着自己的感情给顾持钧来到无数的麻烦，许真第一次退缩了。为了探究古生物不怕高山敢下深潭的许真，在真爱面前不再无所不能。顾持钧的勇往直前深深打动了她，许真终于大胆的迈出脚步。                                                     |      |

### 其他演员
| 演员   | 角色   | 介绍 | 备注 |
| 徐可   | 林晋修 | 23岁，盖亚娱乐二公子。父亲林兆和，哥哥林晋阳。十三年前，年幼的许真用一块四叶草化石温暖了沉浸丧母之痛的林晋修。十三年之后，长大的许真再次出现在他的面前。“四叶草象征着幸福，琥珀代表着凝固的时间。只要你紧紧地握住它，幸福就永远被你握在手里”许真的话像和煦的阳光照进林晋修的心房,,喜歡許真,所以決定要追到許真 |      |
| 赵予熙 | 秦子青 | 盖亚影视当之无愧的一姐，国内首屈一指的女明星，兼具美貌和演技，大气冷艳，气场逼人，是无数男人的梦中情人。聪明过人、目标明确，是成熟系的女性。看似高不可攀，精于算计，其实只是因为幼时贫寒的家境造成的没有安全感，本质上并不是一个沉迷金钱爱慕虚荣的女性。。                                                    |      |
| 周艺轩 | 沈钦言 | 许真的弟弟，暖心真诚的“护姐忠犬”。 |      |
| 田丽   | 梁婉汀 | 国内知名女导演。女儿许真，前夫许正尧，知己林兆和。事业型女强人，性格坚定，在爱情与理想之间选择后者。与前夫许正尧离婚后，十三年再无联系。在二十多年知己林兆和的帮助下，终于坦然面对自己与前夫许正尧的感情。并且最终，与默默支持自己的林兆和有了个完美结局。                                                    |      |
| 李柏谊 | 章時宇 | 顾持钧的经纪人，和顾持钧孟不离焦，焦不离孟，宛如一对损友。但每到关键时刻都会一转画风，多次帮顾持钧摆平公关危机。 |      |